# 干し肉

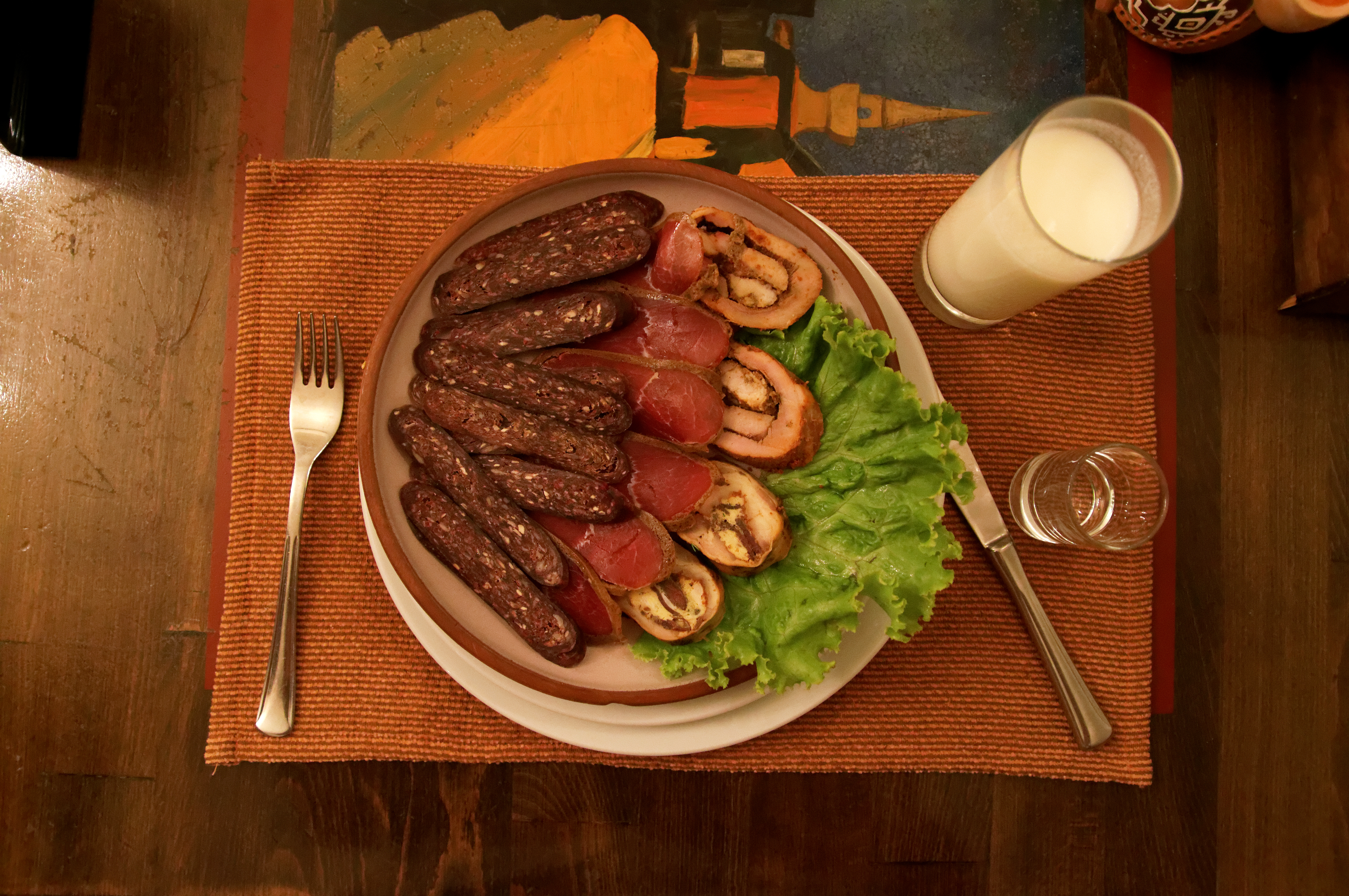

干し肉（ほしにく）とは、肉を干した干物、保存食である。多くの文化に見られる。文化によって、燻製、塩蔵なども組み合わされる。日本語では、南米のケチュア語由来のジャーキーが著名。別名として脯（ほしし）、腊（ほじし）などがある。
日本では家畜伝染病予防法によって、外国からの肉製品の持ち込みは禁止されており、持ち込んだ場合は肉は廃棄され、法律の手続きを行っていない場合は罰金や逮捕が行われる。

## 干し肉の一覧
アジア
- 肉乾(ロウカン)、肉脯(ロウフー) 、腊肉（ラーロウ）- 中国の干し肉
- ボルツ - モンゴル

アフリカ
- ビルトン - 南部アフリカの干し肉
- Droëwors
- Kilishi

中東
- バステルマ（英語版） - トルコ、エジプト

ヨーロッパ
- ブレザオラ - イタリア
- セシーナ（英語版） - スペイン
- Fenalår - ノルウェー
- Kuivaliha - フィンランド

アメリカ（南北）
- カルネ・セカ - メキシコ
- チップトビーフ - アメリカ
- ジャーキー

## 干し肉の歴史など
日本
藤原京跡から干進猪、滋賀県宮町遺跡からは猪干宍というイノシシ肉の干物について書かれた木簡が発見されている。雉などの鳥を干したものは仕来り等を著した『延喜式』などにも記載され、干鳥・乾鳥・鳥腊・雉脯という記述が見られる。
江戸時代の料理書『料理物語』や『本朝食鑑』に干鹿肉などの形で記載され、病の回復に良いとされ、神社で許しを請うてから食べたなら祟られないとしている。
アイヌ
アイヌ料理では、干し肉をサッカムと呼ぶ。作り方は、一度ゆでてから乾燥させる「ゆで干し」を行う。ゆでることで細胞が壊れて乾燥時間を短縮できるとされている。
中国
旧暦12月を腊月という。腊は干物のことであり、神様に干物を供えて祭る腊祭を行った。旧暦の12月は冷えて乾燥するため、干物を作るのに最適な時期でもあった。